# Boscelspin
De boscelspin (Dysdera erythrina) is een spin uit de familie celspinnen (Dysderidae) die voorkomt in Europa tot Georgië.
De vrouwtjes worden 9 tot 10 mm groot, de mannetjes 7 tot 8 mm. De boscelspin is kleiner dan de roodwitte celspin en heeft geen dorsale stekels op het femur. Het kopborststuk en de cheliceren zijn oranje tot donkerroodbruin. Het achterlijf is grijs- tot geelachtig. De poten zijn geel- tot oranjebruin. De soort leeft onder stenen in loofbossen en dennenbossen.